# Bactrocera absoluta
Bactrocera absoluta
 es una especie de díptero que Walker describió por primera vez en 1861. Bactrocera absoluta pertenece al género Bactrocera de la familia Tephritidae.